# Southern Air
Southern Air, Inc. — колишня авіакомпанія США, що базується в Флоренс, штат Кентуккі, США. 17 листопада 2021 року Southern Air припинила свою діяльність, оскільки була злита з Atlas Air.

## Історія
Авіакомпанія була створена 5 березня 1999 року на базі припинившого існування авіаперевізника Southern Air Transport і розпочала свою діяльність у листопаді 1999 року.
7 вересня 2007 року компанія Oak Hill Capital Partners придбала контрольний пакет акцій Southern Air і об'єднав її з компанією Cargo 360. В даний час компанія налічує близько 750 співробітників.
У лютому і березні 2010 року Southern Air прийняла поставку двох вантажних Boeing 777. Також був проведений ребрендинг і впроваджена нова схема фарбування літаків, що відображало зміну напрямку розвитку компанії при новому керівництві.
На початку 2011 року Southern Air уклала кілька контрактів з DHL. У тому ж році Southern Air оголосила про плани поступового списання Boeing 747-200, 747-300 і закупівлі додаткових 747-400SF до кінця 2011 року.

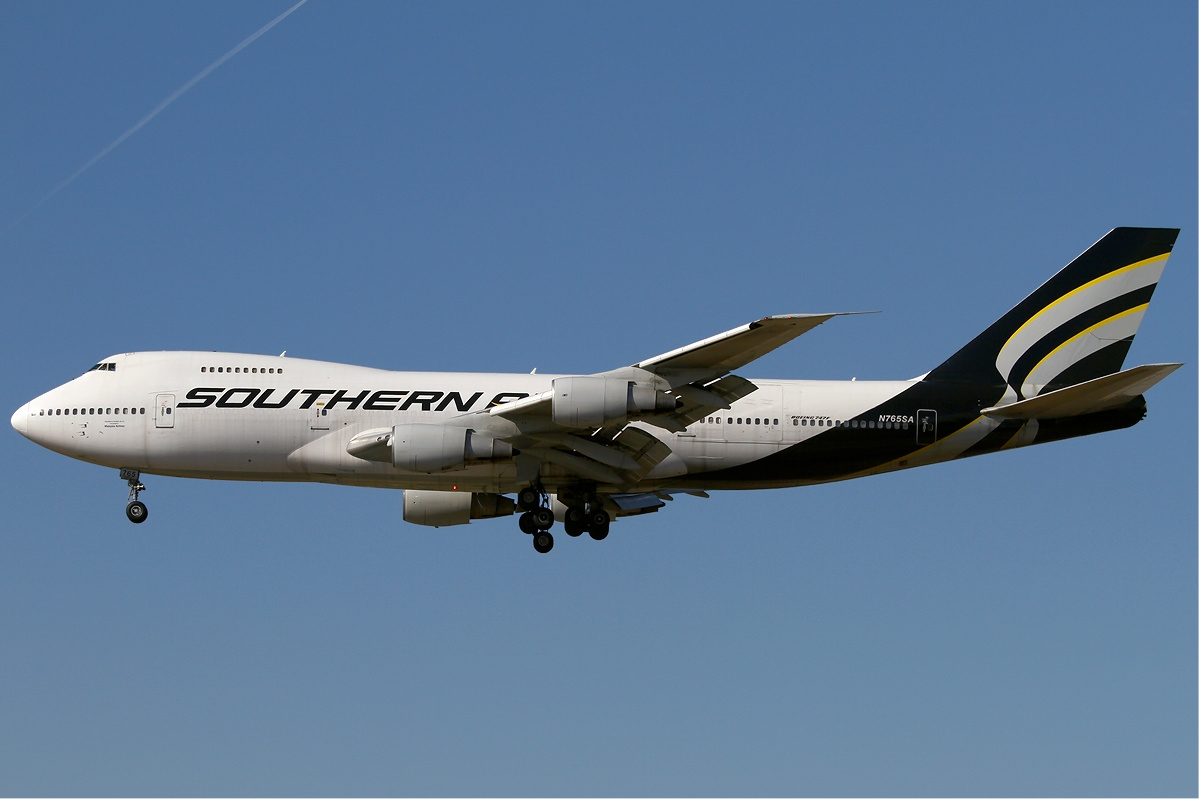
Boeing 747-200 за кілька місяців до списання

Крім DHL, Southern Air має договори про співробітництво з Thai Airways International, Korean Air, MASkargo, Lufthansa Cargo, Ethiopian Airlines, Saudi Arabian Airlines, TNT Airways, UNITED Airlines, Centurion Air Cargo та Міністерством оборони США.
У січні 2016 року було оголошено, що Southern Air буде продана авіакомпанії Atlas Air за $110 млн.

## Флот
| Літак              | Кількість | Замовлено | Списані | Запасні |
| ------------------ | --------- | --------- | ------- | ------- |
| Boeing 737—400SF   | 2         | 2         | -       | -       |
| Boeing 747—200F    | -         | -         | 3       | 18      |
| Boeing 747—300SF   | -         | -         | -       | 3       |
| Boeing 747—400BDSF | 3         | -         | -       | 1       |
| Boeing 777F        | 4         | 1         | -       | -       |
| Всього             | 9         | 3         | 3       | 22      |